# Archimeromyza humeralis
Archimeromyza humeralis är en tvåvingeart som beskrevs av Deeming 1981. Archimeromyza humeralis ingår i släktet Archimeromyza och familjen fritflugor. Inga underarter finns listade i Catalogue of Life.